# Baribis
Baribis is een bestuurslaag in het regentschap Majalengka van de provincie West-Java, Indonesië. Baribis telt 4047 inwoners (volkstelling 2010).